# Girard de Beaulieu
Pour les articles homonymes, voir Beaulieu.

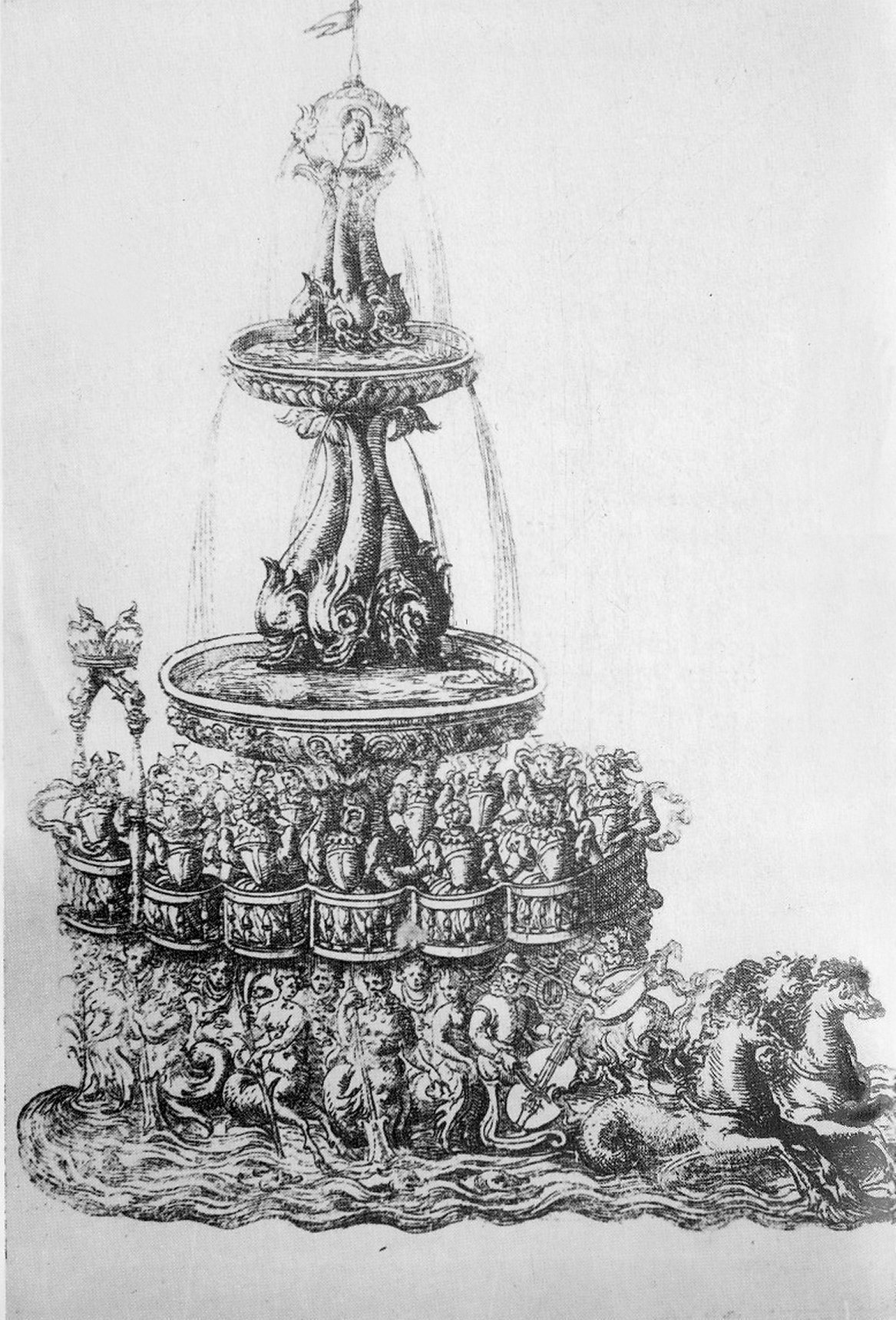
Une scène du Ballet comique de la reine, 1581.

Girard de Beaulieu (parfois improprement nommé Lambert de Beaulieu), mort après 1589, est un compositeur et chanteur français (basse) actif dans le dernier tiers du XVIe siècle.

## Biographie
Il a été employé dans la Maison du roi à partir de 1572, sous Charles IX puis Henri III. Le détail de ses charges s’établit comme suit :
- Valet de chambre de la reine ou du roi : 1572-1588 (aux gages annuels de 200 lt ou livres tournois) ;
- Chantre de la chambre du roi : 1572-1587 (aux gages annuels de 200 lt) ;
- Musicien, joueur de lyre devant sa majesté (1578).

Beaucoup de ses gages lui sont attribués en même temps qu’à sa femme. Lui et sa femme semblent avoir été particulièrement appréciés - on suppose qu’ils étaient virtuoses - puisque le roi et la reine leur ont accordé plusieurs gratifications, pouvant monter jusqu’à 750 lt comme en 1572, outre des pensions.
Beaulieu a probablement participé aux travaux de l’Académie de musique et de poésie suscitée par Jean-Antoine de Baïf, puisqu’il est cité par Fabrice Marin Caietain dans la dédicace de ses Airs de 1576 comme ayant corrigé ses airs, de même que Courville :
... j’ay fréquenté l’escole de Messieurs de Courville et Beaulieu, l’un Orphée, l’autre Arion de France, leur vertu et nostre amitié me permettent de les appeler ainsi, car ils ne sont seulement excellents aux récits de la Lyre, mais tres doctes en l’art de musique et parfaits en la composition des airs...
En 1581 il chante au puy de musique d'Évreux, avec les autres musiciens de la chapelle et de la Chambre du roi.
Beaulieu a également fait partie, avec d’autres musiciens de la Chambre du roi tels Salmon et Claude Balifre, des membres de la Congrégation des Pénitents de l'Annonciation, érigée par Henri III. En 1589 il fait encore partie de la maison de la reine Louise de Lorraine-Vaudémont, en même temps que sa fille.
Il est enterré le 25 mai 1590 à Saint-Nicolas-des-Champs ; il est dit alors maître de musique du chevalier d'Aumale.

## Famille
Sa femme était la chanteuse et luthiste génoise Violante Doria ; il leur arrivait de chanter ensemble, elle s’accompagnant au luth, comme cela est arrivé dans le Ballet comique de la reine. Ils ont eu une fille prénommée Claude, qui est mentionnée en 1589 comme luthiste de la reine aux gages annuels de 400 lt.

## Œuvres
- Quatre airs de Beaulieu figurent au début de : Airs mis en musique à quatre parties par Fabrice Marin Caietain sur les poésies de P. de Ronsard & autres excelens poètes de nostre tems. Paris : Adrian Le Roy et Robert Ballard, 1576. 4 vol. 8° obl. RISM C 27 et 15763, Lesure 1955 n° 197bis.

Édition moderne : Lambert de Beaulieu, Airs, dans la collection The Sixteenth Century Chanson, ed. Jane A. Bernstein. Routledge, 1994. 280 p.  (ISBN 978-0824031084).
Sur la notation des rythmes dans ces airs, voir Cœurdevey 2010 p. 24-25.
- Avec Jacques Salmon, il compose quelques airs du Ballet comique de la reine, donné le 15 octobre 1581 en la grande salle du Petit-Bourbon pour les noces du duc de Joyeuse et de Marguerite de Vaudémont, sœur de la reine. Balthazar de Beaujoyeulx en avait réglé les danses, Jacques Patin dessiné les décors et les costumes, et le poète Nicolas Filleul de La Chesnaye en avait écrit le livret, imprimé en 1582 à Paris par Adrian Le Roy, Robert Ballard et Mamert Patisson (Lesure 1955 n° 248). Dans ce ballet¸ Beaulieu a tenu le rôle de Glaucus, son épouse tenant celui de Téthys.
- En revanche, on suppose que le « Beaulieu » qui publie deux chansons dans le Quart livre des chansons composées à quatre parties par bons & excellents musiciens (Paris : Adrian Le Roy et Robert Ballard, 1553, Lesure 1955 n° 8, RISM 155323) n’est pas le même musicien, compte tenu des 23 années qui séparent les deux sources.

## Réception
Il est encore cité en 1636 par Marin Mersenne dans la Préface au lecteur de son Harmonie universelle comme un des plus excellents chanteurs du siècle passé :
Girard de Beaulieu basse de la Chambre du roi, a mieux chanté que nul autre, & Courville tant le père que le fils ont quasi laissé le désespoir à la postérité de pouvoir les égaler’’.

## Discographie
- Lambert de Beaulieu, Balthasar de Beaujoyeulx, Balet Comique de la Royne, 1581. Ensemble Elyma, K617 080, 1998.
- Cœur : airs de cour français de la fin du XVIe siècle. Le Poème harmonique, dir. Vincent Dumestre. 1 CD Alpha 213, 2015. Contient la chanson Hélas que me faut-il faire.